# JSR股份公司
JSR股份公司（日语：JSR株式会社）是日本一家以高分子化學為基礎的公司，並生產與銷售液晶材料的相關產品。

## 簡介
前身為官民合資、成立於1957年的日本合成橡膠株式會社，致力於合成橡膠、合成樹脂等石化產業，並以石油化學為基礎拓展至顯示器、電子與光電材料産業領域。1997年以公司英文名稱「Japan Synthetic Rubber」的縮寫改為現名。

## 事業内容

### 彈性體
- 泛用合成橡膠
- 特殊合成ゴム
- 熱可塑性橡膠

### 乳化劑
- 銅版紙用乳膠
- 聚甲基丙烯酸甲酯

### 機能化學品
- 分散劑

### 合成樹脂事業
- ABS樹脂
- AES樹脂

### 電子材料事業
- 半導體用光阻
- 感光性絕緣材料

### 光學材料事業
- 光機能材料

### 精密材料事業・加工事業
- 耐熱透明樹脂